# Dobrochna Jankowska
Dobrochna Jankowska (* Mai 1944 in Neustettin) ist eine polnische Prähistorikerin.

## Leben
Dobrochna Jankowska wurde 1944 im heutigen Szczecinek, damals Neustettin, preußische Provinz Pommern geboren. Nachdem sie in ihrer Heimatstadt das Abitur abgelegt hatte, begann sie im September 1962 ein Studium an der Abteilung für prähistorische und frühmittelalterliche Archäologie an der Adam-Mickiewicz-Universität Posen. Im Juni 1967 erlangte sie den Magistergrad mit der Arbeit Wczesnośredniowieczne osady typu wiejskiego na Nizinie Wielkopolskiej (Frühmittelalterliche Siedlungen ländlichen Typs in der Großpolnischen Tiefebene). Vom 1. Januar 1967 bis 31. Dezember 1969 leitete sie das Regionalmuseum in Szczecinek und baute dort eine archäologische Abteilung auf. Zugleich führte sie Rettungsgrabungen an verschiedenen vorgeschichtlichen und frühmittelalterlichen Fundstellen in Mittelpommern durch. Im November 1969 trat sie eine Assistenzstelle an der Universität Posen an, wodurch sich ihr Forschungsschwerpunkt vom Mittelalter auf die Jungsteinzeit verlagerte. 1970 begann sie mit Sondierungsarbeiten an einer großen, mehrphasigen Siedlung der Trichterbecherkultur in Poganice. Bereits als Studentin hatte sie hier 1963 an oberflächlichen Arbeiten teilgenommen. Die Forschungen in Poganice wurden in den folgenden Jahren kontinuierlich fortgesetzt und dauerten bis 1991. In den Jahren 1971–1972 und 1973–1977 wurden sie auf zwei unweit von Poganice gelegene megalithische Gräberfelder bei Łupawa ausgeweitet.
Im Mai 1977 legte Jankowska ihre Dissertation zum Thema Grupa łupawska kultury pucharów lejkowatych (Die Łupawa-Gruppe der Trichterbecherkultur) vor. Im Oktober 1977 wurde sie zur Assistenzprofessorin berufen. In den folgenden Jahren setzte sie die Ausgrabungen in der Siedlung von Poganice fort. In Łupawa wurden außerdem zwischen 1978 und 1983 drei weitere jungsteinzeitliche Großsteingräber, Grabhügel der spätbronzezeitlichen Lausitzer Kultur sowie eine frühmittelalterliche Siedlung untersucht. Hinzu kamen zwischen 1977 und 1980 Grabungen an einer frühmittelalterlichen Produktionssiedlung und einem von ihr überlagerten Gräberfeld der römischen Kaiserzeit in Wojnowice, Powiat Leszczyński.
1984–1990 war Jankowska stellvertretende Direktorin am prähistorischen Institut der Universität Posen. In dieser Zeit unternahm sie mehrere mehrmonatige Forschungsaufenthalte in Lyon und Kiel (1984 und 1989). 1988 habilitierte sie sich zum Thema Społeczności strefy południowo-zachodniobałtyckiej w dobie neolityzacji (Gemeinschaften des südwestlichen Ostseeraums in der Neolithisierungszeit). 1988 organisierte sie zusammen mit Tadeusz Wiślański eine fünftägige Konferenz zum aktuellen Forschungsstand der Trichterbecherkultur, an der Forscher aus neun europäischen Ländern teilnahmen. 1989 war Jankowska Gründungsmitglieds des Verbands der polnischen Archäologen. Von 1990 bis 1996 war sie Prodekanin für studentische Angelegenheiten an der Fakultät für Geschichte der Universität Posen.
Im Oktober 1993 wurde Jankowska zur Professorin ernannt. Beim Bau der Erdgasleitung Jamal–Europa war sie beratend bei den baubegleitenden Grabungen sowie bei der Aufarbeitung des jungsteinzeitlichen Fundmaterials aus Großpolen tätig. 1996 wurde sie erneut stellvertretende Direktorin am prähistorischen Institut der Universität Posen und bekleidete diese Position bis 2008.
Neben ihrer Forschungstätigkeit engagiert sich Jankowska auch sozial und politisch. Sie war Mitglied der sozialistischen Jugend und der Demokratischen Partei. 2014 kandidierte sie auf der Liste der Partei Recht und Gerechtigkeit für den Stadtrat von Posen.

## Schriften (Auswahl)
Autorin
- Kultura pucharów lejkowatych na Pomorzu Środkowym. Grupa Łupawska (= Seria archeologia. Poznań. Band 17). UAM, Poznań 1980.
- Społeczności strefy południowo-zachodniobałtyckiej w dobie neolityzacji (= Seria archeologia. Poznań. Band 33). UAM, Poznań 1990.

Herausgeberin
- Z badań nad chronologia̜ absolutna̜ stanowisk neolitycznych z ziemi chełmińskiej. Wojewódzki Ośrodek Ochrony Środowiska Kulturowego w Toruniu/Insty-tut Archeologii i Etnografii Uniwersytetu Mikołaja Kopernika w Toruniu, Toruń 1990.
- Die Trichterbecherkultur. Neue Forschungen und Hypothesen. Material des internationalen Symposiums Dymaczewo, 20–24 September 1988, Instytut Prahistorii Uniwersytetu Im. Adama Mickiewicza w Poznaniu. 2 Bände. UAM, Poznań 1990–1991.